# Senegal en los Juegos Olímpicos de Albertville 1992
Senegal estuvo representado en los Juegos Olímpicos de Albertville 1992 por dos deportistas masculinos que compitieron en esquí alpino.
El equipo olímpico senegalés no obtuvo ninguna medalla en estos Juegos.